# Хайдин, Стефан
Стефа́н Ха́йдин (серб. Стефан Хајдин; род. 15 апреля 1994, Глина, Сисацко-Мославинская жупания) — сербский футболист, защитник румынского клуба «Сепси».

## Клубная карьера

### Ранние годы
Начал заниматься футболом в городе Вршац, в местном клубе «Единство Вршац». С 2003 по 2008 года находился в академии «Црвены звезды» и клуба «Земун» за который он дебютировал в Сербской Лиге — Белград. Выступал за клубы «БАСК» и Дунав Стари Бановци.
Летом 2014 года стал игроком Раднички Нова Пазова, за который забил 6 голов в 72 матчах в Сербская лига — Воеводина. Летом 2016 года был вызван в любительскую команду «Футбольной ассоциации Воеводины» для участия в Кубке регионов УЕФА.

### Спартак Суботица
Летом 2017 года, агент Раша Бебич договаривался с клубом «Спартак (Суботица)», Хайдин прошёл весь предсезонный сбор с командой. В июле подписал четырёхлетний контракт. Дебютировал в матче чемпионата Сербии против клуба Бачка. Первый гол за команду забил в ворота своего бывшего клуба «Земун». В первой половине сезона был основным игроком и пропустил только матч первого раунда Кубка против «Полет» Липлян.

### Црвена звезда
12 января 2018 года согласовал контракт с клубом «Црвена звезда». Был представлен в качестве игрока клуба спортивным директором Митаром Мркелой. 14 марта дебютировал за клуб в матче Кубка Сербии против «Мачва».

## Личная жизнь
Родился в городе Глина, Хорватия и в раннем возрасте переехал в Сербию. В детстве жил в Вршаце и Земуне. Учился на факультете спорта и физических дисциплин в Белградском университете. Любит читать книги, любимые писатели — Орхан Памук и Пауло Коэльо.

## Достижения
Црвена звезда
- Чемпион Сербии по футболу: 2017/2018, 2018/2019[12]